# 赛·扬 (田径运动员)
赛·扬（英語：Cy Young，1928年7月23日—2017年12月6日），美国男子田径运动员。他曾代表美国参加1952年和1956年夏季奥林匹克运动会田径比赛，其中1952年奥运会获得男子标枪金牌。